# Kensuke Nagai
Kensuke Nagai (jap. 永井謙佑 Nagai Kensuke;  ur. 5 marca 1989 w Fukuyamie) – japoński piłkarz grający na pozycji napastnika. Obecnie jest zawodnikiem Nagoya Grampus.
6 stycznia 2010 roku zadebiutował w reprezentacji Japonii.
Znalazł się w kadrze olimpijskiej Japonii na Igrzyska Olimpijskie 2012 w Londynie.